# Apeadero de Fernando Pó
El Apeadero de Fernando Pó es una plataforma ferroviaria de la Línea de Alentejo, que servía a la localidad de Fernando Pó, en el Ayuntamiento de Palmela, en Portugal.

## Historia
Este apeadero se encuentra entre las estaciones de Barreiro y Bombel de la Línea de Alentejo, habiendo este tramo entrado en servicio el 15 de junio de 1857.